# السياسة الشرقية الجديدة

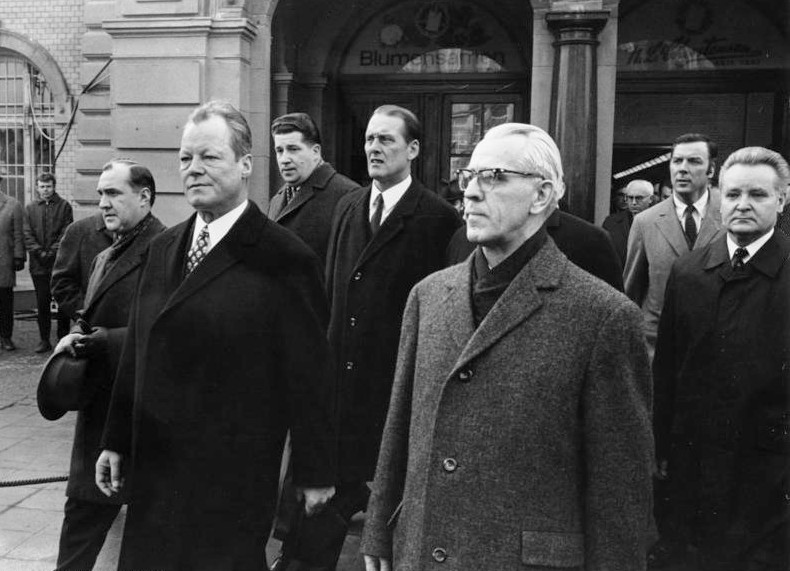
ويلي براندت (يسار) وويلي ستوف في إرفورت 1970 ، أول لقاء للمستشار الاتحادي مع نظيره الألماني الشرقي ، وهي خطوة مبكرة في تراجع تصاعد الحرب الباردة

سياسة الشرق الجديدة (بالألمانية: Neue Ostpolitik) أو Ostpolitik باختصار، هدفت لتطبيع العلاقات بين جمهورية ألمانيا الاتحادية (FRG أو ألمانيا الغربية) وأوروبا الشرقية، وخاصة جمهورية ألمانيا الديمقراطية (GDR أو ألمانيا الشرقية) ابتداء من عام 1969. تأثرت بإيجون بحر، الذي اقترح «التغيير من خلال التقارب» في خطاب ألقاه في عام 1963 في Evangelische Akademie Tutzing، وقد تم تنفيذ السياسات بداية من ويلي براندت، مستشار ألمانيا الرابع من 1969 إلى 1974.
كانت Ostpolitik محاولة لكسر سياسات الاتحاد الديمقراطي المسيحي (CDU)، التي كانت الحكومة المنتخبة لألمانيا الغربية من عام 1949 حتى عام 1969. حاول الديمقراطيون المسيحيون بقيادة كونراد أديناور وخلفائه محاربة النظام الشيوعي لألمانيا الشرقية، بينما حاول الديمقراطيون الاشتراكيون gبراندت تحقيق درجة معينة من التعاون مع ألمانيا الشرقية.
تم تطبيق مصطلح Ostpolitik منذ ذلك الحين على جهود البابا بولس السادس لإشراك دول أوروبا الشرقية خلال نفس الفترة. تم صياغة مصطلح Nordpolitik أيضًا لوصف سياسات التقارب المماثلة بين كوريا الشمالية وكوريا الجنوبية بدءًا من الثمانينيات.

## الهدف
بعد نهاية الحرب العالمية الثانية في عام 1945، تم تقسيم ألمانيا المحتلة من قبل قوات الحلفاء إلى دولتين: جمهورية ألمانيا الاتحادية (FRG، أو ألمانيا الغربية) وجمهورية ألمانيا الديمقراطية (ألمانيا الشرقية). في البداية، ادعت كلتا الحكومتين أنها تمثل الأمة الألمانية بأكملها. ومع ذلك، فإن الجمهورية الفيدرالية تعتبر نفسها الحكومة الألمانية الوحيدة التي تتمتع بشرعية ديمقراطية. في وقت لاحق، في نهاية الستينيات، ادعت الحكومة الشيوعية في ألمانيا الديمقراطية أنه لم تعد هناك دولة ألمانية مشتركة لأن جمهورية ألمانيا الديمقراطية أنشأت دولة اشتراكية.
سيطر حزب الاتحاد الديمقراطي المسيحي (CDU) على حكومات ألمانيا الغربية من 1949 إلى 1969. رفضت هذه الحكومات أن يكون لها أي اتصال بحكومة ألمانيا الشرقية بسبب طابعها غير الديمقراطي، وقد نص مبدأ هالشتاين على أن جمهورية ألمانيا الاتحادية أوقفت الاتصالات الدبلوماسي مع أي بلد أقام علاقات دبلوماسية مع ألمانيا الشرقية. كان أول تطبيق لمبدأ هالشتاين في عام 1957، عندما سحبت جمهورية ألمانيا الاتحادية الاعتراف بيوغسلافيا بعد أن قبلت سفير جمهورية ألمانيا الديمقراطية. في الستينيات، أصبح من الواضح أن هذه السياسة لن تنجح إلى الأبد. عندما أقامت الجمهورية الاتحادية علاقات دبلوماسية مع إسرائيل في عام 1965، قامت الدول العربية قطع العلاقات مع الجمهورية الاتحادية وإقامة علاقات مع جمهورية ألمانيا الديمقراطية.
حتى قبل انتخابه كمستشار لالمانيا، دافع الاشتراكي الديمقراطي عمدة برلين الغربية ويلي براندت، عن سياسات من شأنها تخفيف حدة التوتر بين الدولتين الألمانيتين، وعموما في مصلحة التجارة عبر الحدود. اعتقد براندت أن التعاون مع الشيوعيين من شأنه أن يعزز اللقاءات الألمانية الألمانية والتجارة التي ستقوض الحكومة الشيوعية على المدى الطويل.
ومع ذلك ، شدد على أن Ostpolitik الجديد لم يهمل العلاقات الوثيقة للجمهورية الفيدرالية مع أوروبا الغربية والولايات المتحدة أو عضويتها في الناتو. في الواقع ، في أواخر الستينيات من القرن الماضي، حث العديد من المستشارين وصناع القرار الأمريكيين ، وأبرزهم هنري كيسنجر، بون على أن يكونوا أكثر مرونة. خشيت فرنسا أن تصبح ألمانيا الغربية أكثر قوة بعد الانفراج؛ لجأ براندت في نهاية المطاف إلى الضغط على الحكومة الفرنسية لاعتماد سياسته من خلال تعليق المساهمات المالية الألمانية في السياسة الزراعية المشتركة الأوروبية.